# Johann von Bieberstein
Johann von Bieberstein (* um 1342; † 3. Februar 1424) war ein Adeliger, der zu den mächtigsten Herren im Königreich Böhmen zählte und daher selbst Fehden mit König Wenzel IV. von Böhmen erfolgreich bestehen konnte. Gemeinsam mit seinem Bruder Ulrich besaß er in Böhmen u. a. die Herrschaften Friedland (heute Frýdlant v Čechách in Tschechien), in der Markgrafschaft Niederlausitz die Herrschaft Sorau (heute Żary in der Woiwodschaft Lebus in Polen), in Brandenburg die Herrschaften Beeskow und Storkow, und in der Oberlausitz die Landeskrone, Tauchritz, Forst und Triebel.

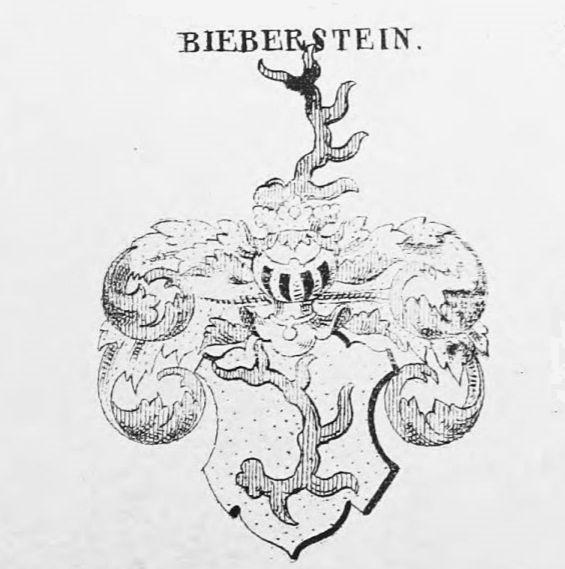
Wappen der Familie Bieberstein (Siebmacher’s allg. Wappenbuch, 1874)

## Herkunft

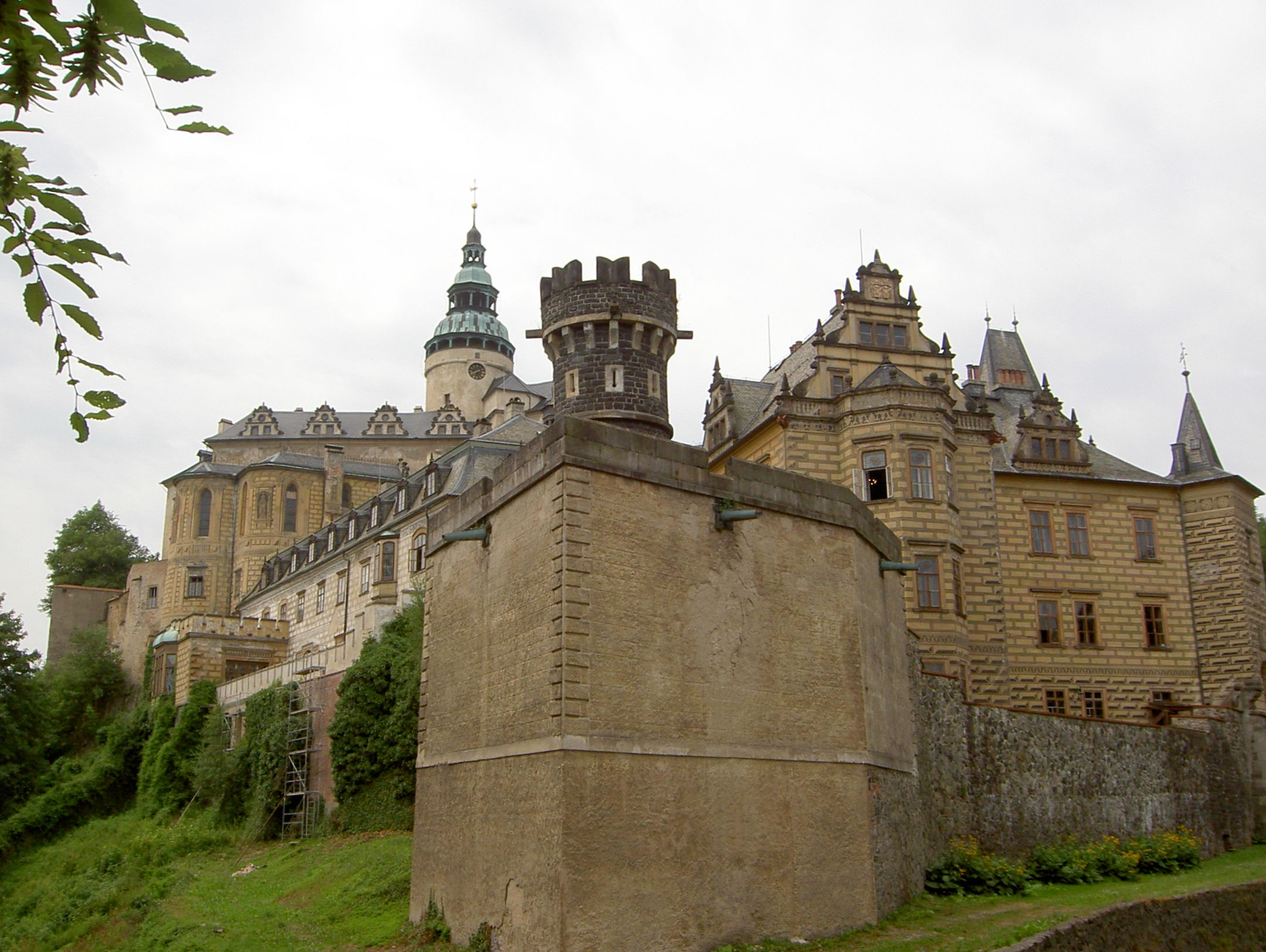
Schloss Frýdlant

Friedrich stammte aus dem Adelsgeschlecht der Herren von Bieberstein, deren Name sich von der Burg Bieberstein in der Markgrafschaft Meißen ableitet und die sowohl in Nordböhmen als auch in Schlesien und in den „Lausitzen“, d. h., in den Markgrafschaften Ober – und Niederlausitz, reich begütert war.
Sein Vater war der Freiherr Friedrich von Bieberstein (* vor 1306; † 1360) der zu den mächtigsten Herren im Königreich Böhmen und zu den wichtigsten Vasallen und Vertrauten von Kaiser Karl IV. (von Luxemburg) zählte. Dieser besaß in Böhmen u. a. die Herrschaften Friedland (heute Frýdlant v Čechách in Tschechien), in der Markgrafschaft Niederlausitz die Herrschaft Sorau (heute Żary in der Woiwodschaft Lebus in Polen), sowie die Schlösser Landeskrone (auf dem Hausberg der Stadt Görlitz) und Tauchritz in der Markgrafschaft Oberlausitz.

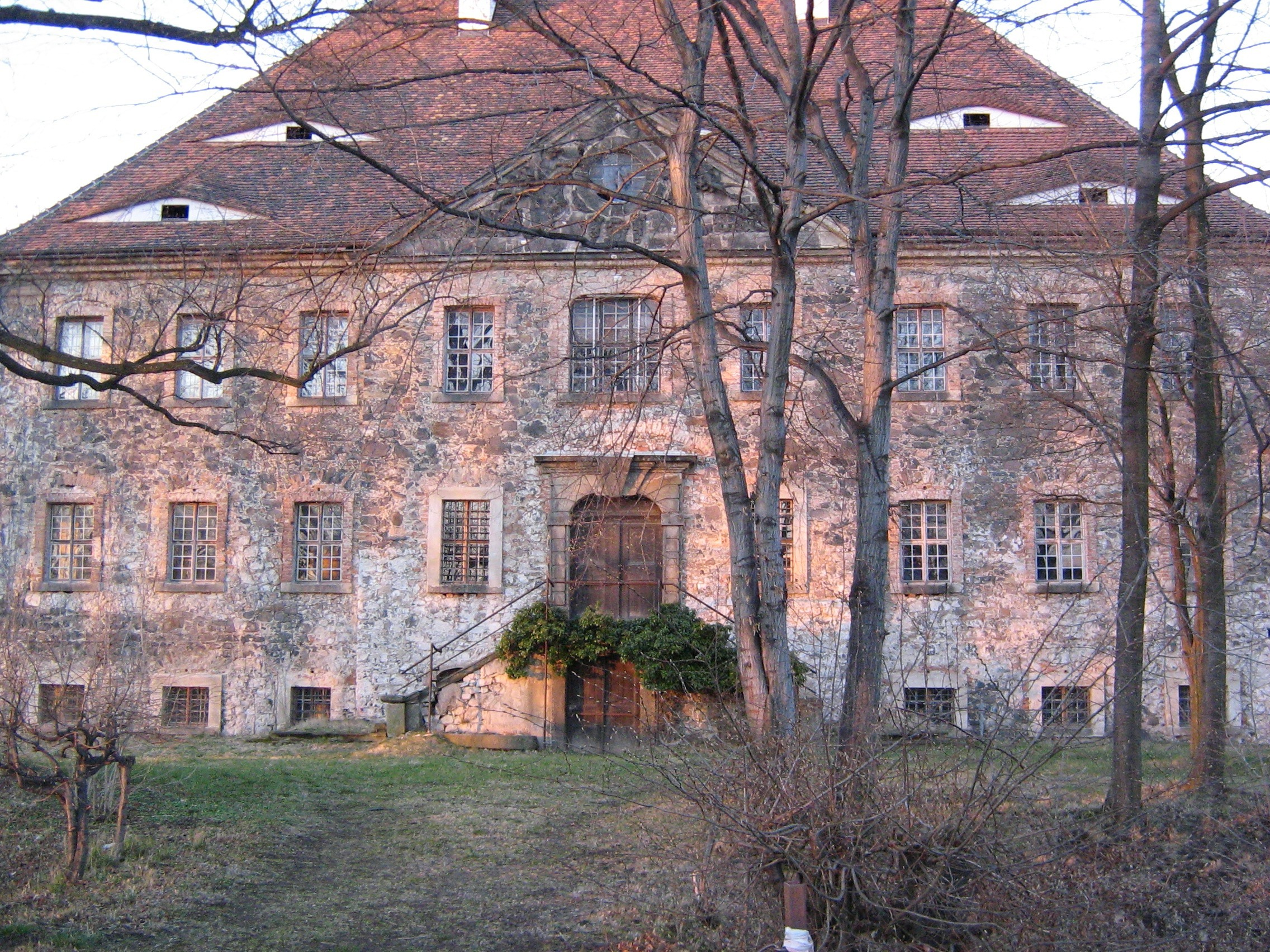
Verfallenes Tauchritzer Wasserschloss

Seine Mutter war Hedwig von Pak (Pack) cl. 1345, die einzige Tochter und damit Erbin ihres Vaters, Ulrich von Pak, dem Besitzer der Stadt und Herrschaft Sorau in der Niederlausitz (heute Żary in der Woiwodschaft Lebus in Polen).

## Leben

### Frühe Jahre
Johannes von Bieberstein war der ältere Sohn seines Vaters. Er erhielt eine standesgemäße Erziehung, die bei ihm auch ein Studium an der noch sehr jungen Universität Prag umfasste, wodurch er auch für die Verwaltung seines umfangreichen Landbesitzes gut ausgebildet war.
Nach dem Ableben seines Vaters ließ er sich in der Herrschaft Sorau in der Niederlausitz nieder, die aus dem Erbe seiner Mutter stammte, während sein jüngerer Bruder, Ulrich von Bieberstein, in Friedland (heute Frýdlant v Čechách) und damit in Nordböhmen residierte. Die Brüder hatten ein umfangreiches Territorium von ihren Eltern geerbt.

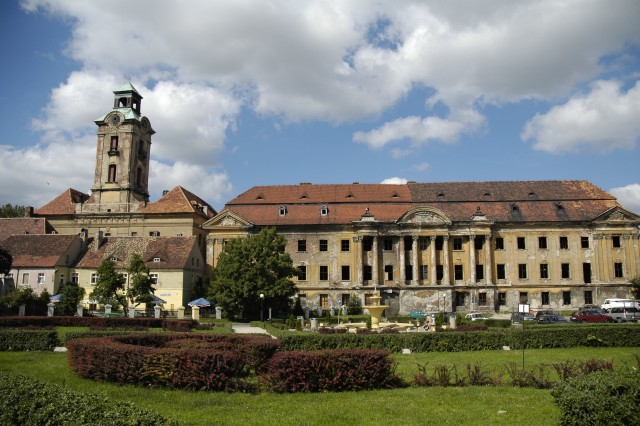
Schloss und Palais in Sorau (Żary)

Es ist nicht ersichtlich, dass es zwischen den Brüdern zu einer effektiven Aufteilung des Besitzes kam, da beide regelmäßig gemeinsam auftreten.
So verkauften sie 1375 gemeinsam dem Rat von Zittau (Kreisstadt im Landkreis Görlitz) ihren Anteil am Dorf Hartau, welches ihnen und den Burggrafen von Dohna gemeinsam gehörte, für 300 Mark Prager Groschen und 1380 auch noch den ihnen zustehenden Zoll in Ostritz (im Landkreis Görlitz).
1376 reiste Johannes gemeinsam mit seinem Bruder Ulrich nach Tangermünde (an der Elbe im nördlichen Sachsen-Anhalt), das damals der Zweitsitz von Kaiser Karl IV. war um einem wichtigen Ereignis beizuwohnen. Dort wurde nämlich mit einem feierlichen Akt die Vereinigung des Kurfürstentums Brandenburg und der Markgrafschaft Niederlausitz mit dem Königreich Böhmen vollzogen. Diese Markgrafschaften hatte Karl IV. nach intensiven Bemühungen durch den Vertrag von Fürstenwalde (1373) von Herzog Otto V. „der Faule“ von Oberbayern (* 1346, † 1379) erworben, um damit seine Machtbasis entscheidend zu erweitern.

### Fehden gegen König Wenzel IV.

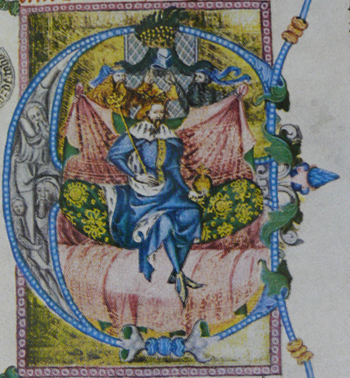
König Wenzel. Illustration aus der Wenzelsbibel, c.1398/1395

Für Johannes und seinen Bruder gab es jedoch nicht nur Gründe zum Feiern, sondern auch Anlass zu kämpfen.
Nicht ganz geklärt erscheint, in welchem Umfang Johann von Bieberstein in die internen Machtkämpfe innerhalb des Hauses Luxemburg involviert war. Wenzel von Luxemburg, der älteste Sohn von Kaiser Karl IV., war 1363 im Kindesalter als Wenzel IV. zum König von Böhmen gekrönt worden, war seit 1376 auch römisch-deutscher König und von 1373 bis 1378 auch Kurfürst von Brandenburg. Trotz seiner Machtfülle zeichnete sich König Wenzel vielfach durch Unschlüssigkeit und Untätigkeit aus, was ihm nicht nur den Beinamen „der Faule“ eintrug, sondern auch den böhmischen Adel gegen ihn aufbrachte. Sein Cousin Jobst von Mähren sah dies als Gelegenheit, selbst an die Macht zu kommen. Er ermunterte daher den unzufriedenen Adel zu einer Revolte, die dazu führte, dass König Wenzel von Vertretern des Herrenstandes am 8. Mai 1383 in Königshof (heute Králův Dvůr im Bezirk Beroun in Tschechien) gefangen genommen wurde, während Jobst von Mähren die Verwaltung übernahm. Da sich ein Teil des Adels um Wenzels jüngeren Bruder, Herzog Johann von Görlitz (* 1370, † 1396) scharte, um den König zu befreien, wurde Wenzel zur Sicherheit auf die Burg Wildberg nach Oberösterreich verlegt. Nach längeren Verhandlungen wurde König Wenzel schließlich freigelassen, musste jedoch zusagen, die Rebellen nicht zu verfolgen. Wenzel hielt sich jedoch nicht an diese Zusage und ließ die Führer der Rebellen verfolgen, wobei auch zeitweise Schlösser der Herren von Bieberstein wie Friedland, Beeskow und Storkow betroffen waren.
Die nächste Auseinandersetzung entwickelte sich als Spätfolge der Ehe von Johannes von Bieberstein mit der einzigen Tochter des Reinhard von Strele, der einem Reichsministerialengeschlecht aus der Burggrafschaft Strehla an der Elbe entstammte und die Herrschaften Beeskow und Storkow (beide im heutigen Landkreis Oder-Spree in Brandenburg) besaß.
Als dieser 1384 ohne Hinterlassung männlicher Erben verstarb, übernahm Johann von Bieberstein beide Herrschaften als Erbe seines Schwiegervaters. König Wenzel IV. von Luxemburg sah dies in seiner Eigenschaft als Markgraf von Brandenburg und Lehensherr ganz anders, nämlich als Lehen, die an ihn als Landesfürsten heimgefallen waren.
Angesichts der gegensätzlichen Ansprüche forderte König Wenzel Johann von Bieberstein auf, die Herrschaften bis zur Klärung der Rechtslage einem Treuhänder zu übergeben.
Bieberstein setzte sich jedoch über diese Anordnung hinweg und nahm beide Städte mit Gewalt in Besitz.
Dies zeigt, dass dieser Herr von Biberstein nicht nur über eine gehörige Portion Selbstbewusstsein, sondern auch über eine entsprechende militärische Stärke verfügte, denn immerhin widersetzte er sich nicht der Anordnung irgendeines Lehensherren, sondern der des mächtigsten Fürsten des Heiligen Römischen Reiches.
König Wenzel – empört über den Ungehorsam seines Vasallen – beauftragte daher den Landvogt der Oberlausitz, Benesch Berka von Dubá und Lipa mit dem Aufgebot der Lehensleute und Städte gegen Bieberstein vorzugehen, und ihm die von ihm „freventlich vorenthaltenen“ Herrschaften abzunehmen. Der Ritterschaft und dem Oberlausitzer Sechsstädtebund, der die Städte Bautzen, Görlitz, Kamenz, Lauban, Löbau und Zittau umfasste, befahl er, den Landvogt binnen acht Tagen zu begleiten und die fraglichen Güter zu besetzen. Einen etwa gleich lautenden Befehl sandte König Wenzel am 22. Juli 1384 auch an den „Burgermeister, rot, burgern und gemeine“ der Stadt Görlitz.
Es steht nicht fest, ob es tatsächlich zu dem geplanten Kriegszug gegen Johann von Bieberstein kam. Fest steht hingegen, dass er die beiden Herrschaften behielt und damit entweder der Kriegszug – etwa im Hinblick auf die internen Machtkämpfe – unterblieb, oder dass sich Johann von Bieberstein erfolgreich verteidigen konnte. Bereits im folgenden Jahr gelang es ihm jedenfalls, das Vertrauen des Johann von Luxemburg (* 1370, † 1396), seit 1377 Herzog von Görlitz, zu gewinnen, obwohl dieser ein jüngerer Bruder von König Wenzel war. So konnte er im Jahre 1385 in der Stadt Luckau in der Niederlausitz, heute im Landkreis Dahme-Spreewald, mit anderen Herren der Lausitz sogar einen Vergleich zwischen Herzog Johann und den Ständen der Mark zustande bringen. König Wenzel dürfte daher doch die Rechte Biebersteins auf die Herrschaften Beeskow und Storkow akzeptiert und ihn in der Folge damit belehnt haben.

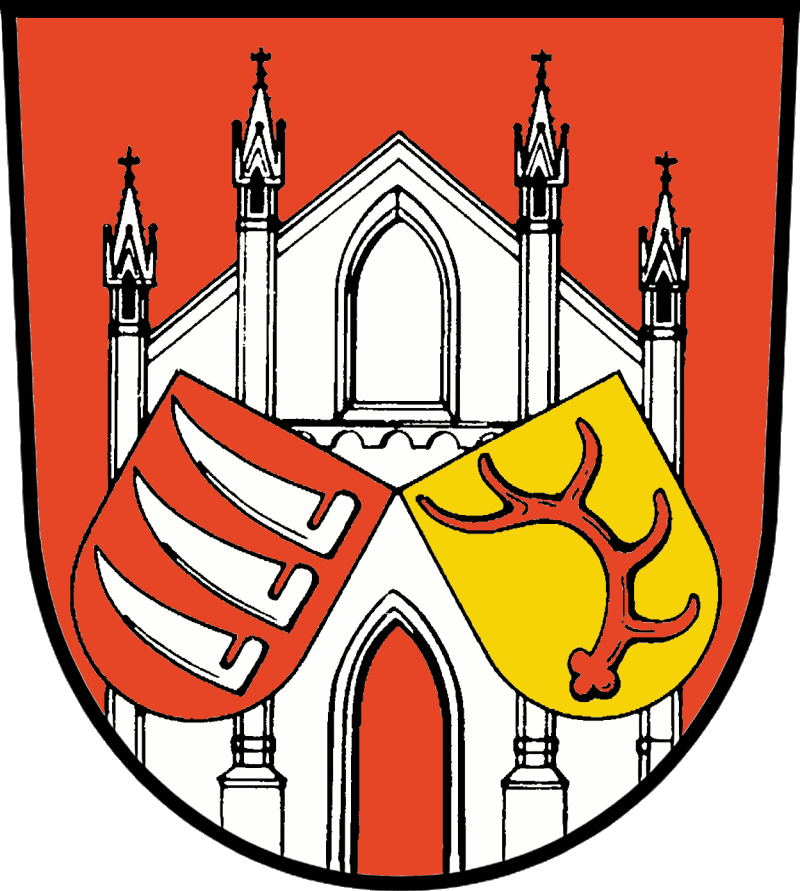
Wappen der Stadt Beeskow mit den Wappen der Herren von Strele und dem der Herren von Bieberstein.

Ein Jahr später, 1387, kam es zu einer neuerlichen Fehde gegen König Wenzel IV. Anlass könnte die Gefangennahme eines Dieners des Königs namens Hans Hans Reuker durch Johann von Bieberstein gewesen sein. Nachdem die Sache anfangs schriftlich behandelt worden war, kam es gegen Ende des Jahres 1387 zu Tätlichkeiten. Johann von Bieberstein rief darauf nicht nur seine Lehensleute zusammen, sondern verband sich mit seinem Bruder Ulrich von Bieberstein auf Friedland sowie mehreren Herren in der Nachbarschaft unst stellte so eine beachtliche Streitmacht auf, die Streifzüge in die Umgebung von Görlitz unternahm, die Stadt selbst bedrohte und das umliegende Land beraubte und verheerte. Der Rat von Görlitz ließ daraufhin die Tore und die Wachmannschaften verstärken und wandte sich dringend an König Wenzel und Herzog Johann von Görlitz.
Der Landvogt der Oberlausitz erhielt darauf den Befehl, mit dem Aufgebot der Stadt und vom Land gegen die Herren von Bieberstein vorzugehen. Dies scheiterte jedoch vorerst daran, dass sowohl die Städte wie der Adel eine schriftliche Garantie verlangten, für alle Unkosten entschädigt zu werden und keinerlei Minderung ihrer Privilegien zu erleiden. Erst Ende des Jahres 1387 langte eine diesbezügliche Zusicherung von Herzog Johann von Görlitz ein, worauf sich Anfang Februar ein Heer bei der Stadt Bautzen (heute eine Große Kreisstadt in Sachsen) versammelte, wobei alleine Görlitz 40 Mann zu Pferd und ebenso viele Mann zu Fuß stellte. Statt Johann von Bieberstein und seine Truppen anzugreifen, die bei Sorau und Cottbus (heute die größte Stadt in der Niederlausitz) standen, marschierte das herzogliche Aufgebot nach Friedland, den Sitz seines Bruders Ulrich, überraschte die dortige Besatzung und eroberte die Burg binnen weniger Tage.
Diese Niederlage bewegte Johann zum Nachgeben. Man schloss einen Waffenstillstand. Friedland wurde an die Biebersteine zurückgegeben, worauf sich das herzogliche Aufgebot wieder zerstreute. Johann hatte die Zeit des Waffenstillstandes jedoch für weitere Rüstungen genützt, wollte daher nach Ablauf des Waffenstillstandes wieder losschlagen. Dank der Intervention von Przemislaus I. Herzog von Teschen (1358–1410), der damals eine Hälfte von Glogau besaß, kam es jedoch zu einem dauerhaften Frieden.
Das Einvernehmen mit dem Herzog von Görlitz verbesserte sich in der Folge, sodass Johann von Biberstein im Frühjahr 1392, als Herzog Johann von einer Wallfahrt zurückkehrte diesem entgegen ritt und ihn nach Görlitz begleitete, wobei der Herzog in entgegenkommender Weise die Festung Friedland der Biebersteine besuchte, was zeigt, wie angesehen das Haus Bieberstein beim Luxemburger Herrscherhaus trotz der gelegentlichen militärischen Konfrontationen war.
Eine neuerliche Revolte des böhmischen Adels gegen König Wenzel entwickelte sich im Jahre 1394. Auf Initiative des Markgrafen Jobst von Mähren kam es in Prag zu einer Versammlung der unzufriedenen böhmischen Herrenstandmitglieder, die am 5. Mai 1394 eine gemeinsame Erklärung gegen den König veröffentlichten. In der Folge wurde König Wenzel gefangen genommen und im Weißen Turm der Prager Burg inhaftiert. Johann von Görlitz, mit dem Johann von Biberstein verbunden war, widersetzte sich jedoch der Revolte und vertrieb die Rebellen nach Südböhmen.
Nach zahlreichen Verhandlungen und bewaffneten Konflikten zwischen den jeweiligen Anhängern wurde König Wenzel schließlich im Jahre 1400 von den Kurfürsten als eynen unnüczen, versümelichen, unachtbaren entgleder und unwerdigen hanthaber des heiligen Romischen richs (hochdeutsch: unnützer, träger, unachtsamer Entgliederer und unwürdiger Inhaber des Heiligen Römischen Reiches) für abgesetzt erklärt.
Im Jahre 1414 war Johann von Bieberstein nach J. G. Hoffmann Statthalter von Sigismund von Luxemburg, damals römisch-deutscher König, König von Ungarn und Markgraf von Brandenburg zu Breslau und residierte von da an zumeist in dieser Stadt.
Insgesamt dürfte wohl das Urteil eines Zeitgenössischen Chronisten zutreffen, der ihn als „freudiger und unerschrockener Mann, dessen Mut und Herz sich zum Kriege neigte“ beschreibt.

### Besitzverhältnisse

Wappen der Stadt Sorau mit der Geweihstange der Bieberstein

Die Brüder Johannes und Ulrich von Bieberstein hatten von ihren Eltern umfangreiche Herrschaften und Ländereien, so u. a. die Herrschaften Friedland, Sorau, sowie die Schlösser Landeskrone (auf dem Hausberg der Stadt Görlitz) und Tauchritz (südlich von Görlitz) in der Markgrafschaft Oberlausitz geerbt.
Dass mit der Macht der Brüder Bieberstein auch ein entsprechendes Vermögen verbunden war, zeigt nicht nur der Umstand, dass sie bedeutende Herrschaften wie Friedland, Sorau, Beeskow, Storkow etc., sondern auch der Umstand, dass die Brüder in der Lage waren, dem Markgrafen von Brandenburg, Sigismund von Luxemburg (d. h., dem späteren römischen Kaiser und König von Böhmen) den Betrag von 5300 Schock böhmischer Groschen zu leihen, wie aus einer Schuldurkunde Sigismunds aus dem Jahr 1381 hervorgeht, in der er zusagt:
„Alle dy verschriebenen stucke und artikel globin wir den Edelin Herrn Hanß und Ulrichen, Gebrüdere geheißen von Biberstein mit gesammter Hand strikte und ganz zu halten on alle widersprache und hinderniß mit Urkunde dießes briffs“.
Durch Erbabfall kamen nach 1384 die Herrschaften Beeskow und Storkow hinzu.
Im Jahre 1385 erwarb Johann von Bieberstein die Herrschaft Forst (heute im Landkreis Spree-Neiße) und 1402 die Herrschaft Triebel – beide in der Niederlausitz gelegen – wobei er Letztere an seinem Sohn Ulrich von Bieberstein weitergab. Die Stadt Triebel nennt sich heute Trzebiel und liegt in der Woiwodschaft Lebus in Polen, die Erinnerung an die Biebersteine lebt jedoch in Stadtwappen fort, da beide – wie in dem von Forst – die Geweihstange der Herren von Bieberstein zeigen.

Wappen der Stadt Forst

In der Folge kaufte Johann auch die Herrschaft und Stadt Sommerfeld in der Niederlausitz (heute Lubsko, gleichfalls in der Woiwodschaft Lebus) und erhielt darüber nach dem Tode des bisherigen Lehensherren – Jobst von Luxemburg, der 1375 Markgraf von Mähren, 1397 Markgraf von Brandenburg sowie 1410 Römisch-deutscher König wurde und 1411 verstarb – im Jahre 1411 einen Lehensbrief von König Sigismund. Darüber hinaus besaß Johann mehrere nicht näher bezeichnete Städte und Dörfer in Schlesien, die er zum Teil an andere Edelleute als Lehen vergab.
Wie ein erhaltener Brief des Johann von Bieberstein an Zbynko Zajíc von Hasenburg, Erzbischof von Prag (1403–1411) aus dem Jahre 1411 zeigt, übertrug Johann von Bieberstein das Patronat über die Kirche des Städtchens Reichenberg, das 1384 erstmals genannt wird und damals zur Herrschaft Friedland gehörte, an das Augustinerkloster auf der Prager Kleinseite (cs.: Malá Strana).
Nach J. G. Herrmann war Johann von Bieberstein „ein sehr mächtiger Herr, der so viel Eigengüter und Vasallen hatte, als irgend ein Herzog in Schlesien seiner Zeit.“

### Ableben
Johann Herr von Bieberstein starb im hohen Alter von rund 82 Jahren am 3. Februar 1424 und wurde im Kloster zu Sorau begraben. Sein Grabstein nennt ihn einen „Freund des Friedens und der Frömmigkeit“.

## Ehe und Nachkommen
Johann von Bieberstein war mit einer von Strele verheiratet, deren Vornamen nicht überliefert ist. Sie war die Erbtochter ihres Vaters, Reinhard von Strele Herr zu Beeskow und Storkow, der 1384 verstarb.

### Kinder
Von Johann von Bieberstein sind folgende ehelichen Kinder bekannt:
- Anna von Biberstein ⚭ um 1377 Hans von Cottbus d. J. (cl. 1377 – 1421)
- Johann von Biberstein, Herr zu Beeskow und Storkow, cl. 1392, † 1442 ⚭ eine von Colditz, cl. 1409. Sie war eine Nichte des Thimo von Colditz, Bischof von Meißen. Er wurde zum Stammvater der älteren Linie, die u. a. Sorau, Beeskow und Storkow besaß und 1490 mit dem Freiherren Johann erlosch.
- Wenzel von Bieberstein, Herr zu Friedland und Forst (cl. 1408 – 1424, † 1427) ⚭ Ne. Er wurde zum Stammvater der jüngeren Linie, die sich in zwei Zweige teilte, von denen der ältere u. a. Friedland, Seidenberg und Reichenberg besaß und 1551 erlosch, während der jüngere Zweig auf Forst und Pförten (heute Brody in der Woiwodschaft Lebus) saß und 1667 mit dem Freiherren Ferdinand von Bieberstein erlosch, der der Letzte seines Hauses war.
- Ulrich von Bieberstein, Herr zu Sorau, cl. 1416, † 1439